# 黄大显
黄大显（1924年—2001年），男，江苏镇江人，中国心血管内科专家，曾任中国人民解放军军医进修学院教授、博士生导师。